# Ole Fischer (Maler)
Ole Fischer, eigentlich Hermann Jürgen August Fischer (* 14. August 1943 in Remscheid-Lennep; † 28. Februar 2005 in Köln), war ein deutscher Maler und Lithograph. Er studierte ab 1961 Bildhauerei und freie Grafik an den Kölner Werkschulen.

## Leben
Ole Fischer wurde am 14. August 1943 als Hermann Jürgen August Fischer in Remscheid-Lennep geboren. Seit frühester Kindheit wurde er Ole genannt.
Er studierte ab 1959 an den Kölner Werkschulen; zunächst in Abendkursen, seit 1961 Bildhauerei bei Ludwig Gies und der Freien Grafik bei Alfred Will.
In den folgenden Jahren war die Lithografie der Schwerpunkt seiner Arbeit. Anfang der 1960er absolvierte er Aufenthalte in der Lithografischen Versuchsanstalt der Salzburger Gruppe bei Werner Otte und in Israel in der Künstlerkolonie En Hod, die 1953 auf Initiative des Dadaisten Marcel Janco in dem barabischen Dorf Ein Howd gegründet wurde, dessen Bewohner bei der Staatsgründung 1948 vertrieben worden waren.
Von 1965 bis 1971/1972 war er erfolgreich als Lithograf in den USA tätig, unter anderem für Robert Rauschenberg, Sam Francis, Robert Motherwell, Willem de Kooning u. a.
Als Dozent lehrte er von 1977 bis 1983 Technik der Lithografie und Freie Grafik an der Fachhochschule Köln.
Seit 1984 (nach anderen Angaben: 1974) wendete sich Ole Fischer ganz der Malerei zu und arbeitete bis zu seinem Tod in seinem Atelier in der Kölner Moltkestraße.
Fischer starb 2005 im Alter von 61 Jahren und wurde auf dem Kölner Melaten-Friedhof beigesetzt.

## Werk
Fischers Auseinandersetzung mit Lithografie und der Amerikanischen Kunst zu Beginn seiner Laufbahn prägte seine frühen Arbeiten. Nachdem er Mitte der 1970er zurück in Deutschland war und sich mehr der Malerei zugewendet hatte, entwickelte er aus diesen Erfahrungen abstrakt-expressionistische Arbeiten mit Schichtungen und Überlagerungen, auch Collagen und Bleistiftzeichnungen. Die Gemälde entstanden über längere Zeiträume hinweg, so dass er häufig an mehreren Arbeiten parallel arbeitete.

## Ausstellungen (Auswahl)
- 2016: Ole Fischer – Expressionen. LVR-Landesmuseum Bonn[8]
- 2002: „Malerei“ – Kunstmuseum Mülheim an der Ruhr[9]
- 2002: Ole Fischer – Malerei, Stadtmuseum Siegburg[10]
- 2002: APC Galerie Fribourg, Schweiz
- 1999: Ole Fischer – Malerei Saibou Paraphrasen, Kunsthalle Koblenz[11]
- 1998: Kölnische Galerie der Wünsche, Kölnisches Stadtmuseum[12]
- 1992: Galerie Ha Jo Müller, Köln
- 1990/1991: „Labyrinthe“ – Museum Schloss Morsbroich, Leverkusen[2][13]
- 1986: Galerie Swidbert, Düsseldorf[14]
- 1984: Galerie Ha Jo Müller, Köln[15]
- 1984: Galerie Mautsch, Köln[15]
- 1973: Bonner Kunstverein[2]
- 1972: Künstlerverein Malkasten, Düsseldorf
- 1968: Pratt Institute, New York City[2] / University of North Carolina
- 1964: Herbstsalon, Haus der Kunst, München